# Abbaye de Saint-Martin-Lys
L'abbaye de Saint-Martin-Lys est une ancienne abbaye bénédictine entre les IXe et XIIIe siècles, située sur le territoire de la commune éponyme dans le département de l'Aude, en France.

## Histoire
L'abbaye se trouve au IXe siècle dans le comté de Razès, dans le pagus puis vicomté de Fenouillèdes. Elle pourrait avoir été fondée au VIIIe siècle ou même plus tôt. Sa première mention daterait du troisième an du règne de Charles le Chauve, soit, selon son règne en Aquitaine, de l'an 834 environ. Elle reçoit de nombreuses donations de prêtres, nobles locaux et des comtes suzerains du Fenouillèdes.
Le comte Guillem Ier de Besalu, seigneur éminent de l'abbaye, la donne à son frère Guifré, évêque de Carcassonne, avant 1041, ce qui vaut au comte une excommunication et l'annulation de la donation.
En 1045, l'abbaye est à nouveau consacrée en présence de Guifré, évêque de Carcassonne, consécration validée par l'archevêque Guifred de Narbonne, le célèbre évêque Oliba de Vic, ainsi que des évêques d'Elne, Carcassonne, Béziers, Urgell, Gérone et Couserans.
En 1070, Bernat II de Besalu donne l'abbaye de Saint-Martin et ses possessions à l'abbaye Saint-Pons-de-Thomières dirigée par l'abbé Frottard. Saint-Martin devient alors un simple prieuré jusqu'en 1271.
En 1249 Chabert de Barbaira prend le monastère sous sa protection (sans doute avec le reste de la vicomté de Fenouillèdes).
En 1271, l'archevêque de Narbonne, en règlement d'un conflit avec l'abbaye de Saint-Pons, récupère toutes les possessions de l'abbaye de Saint-Martin. Il n'y a logiquement plus de prieurs ou de moines après cette date.
En 1573, les insurgés protestants auraient "détruit les bâtiments de l'abbaye et tué les derniers moines", bien que l'on n'ait plus de trace des religieux occupant l'abbaye après le XIIIe siècle.

## Abbés
Liste établie d'après Gallia Christiana :
- Arnaud 834 ou 845-861 ou 872  (cité les années 3, 30 et 32 de Charles le Chauve qui fut roi d'Aquitaine en 832 et roi de Francie ouest en 843 - d'où le doute sur les dates[4])
- Basile 898
- Sanche 905 ou 911
- Eudes 936
- Arnaud II 937-942
- Seguier ou Segarius 947-958
- Odoacre 958-961
- Raoul 961-977
- Eudes II 978-984
- Tructerand I 988-1004
- Bernard 1008
- Tructerand II 1018
- Guilhem 1038
- Guifré ou Guifret, évêque de Carcassonne, 1041

## Prieurs
Après 1070, le monastère est dirigé localement par des prieurs nommés par l'abbé de Saint-Pons, jusqu'en 1271.
- Berard, cité en 1074
- Gaucelin, cité en 1076
- Pierre, cité en 1129
- Pons, cité en 1145
- Pierre d'Azillan, cité en 1208[5]
- Raimon de Lespignan, cité en 1263[5]

## Temporel
Le noyau central des possessions l'abbaye se situait en Fenouillèdes et était constitué par les paroisses Saint-Michel d'Artosoul (commune de Saint-Martin-Lys), de Notre-Dame de Courondes (actuellement à Cailla), de Saint-Jean de Combret (actuellement à Escouloubre) et de Saint-Stéphane de Boulude en Pays de Sault (actuellement à Marsa). L'abbaye possédait aussi des droits importants et des terres à Caudiès-de-Fenouillèdes, Prats-de-Sournia, Pézilla-de-Conflent, Fenouillet, Saint-Paul-de-Fenouillet, des "mas" ou des biens moins importants à Axat, Cailla, Artigues, et des salines à Torreilles en Roussillon.

## Ruines actuelles
Une gravure du XVIIIe siècle représente l'état de l'abbaye à cette époque ce qui a permis à l'historien André Bonnery d'en reconstituer en partie l'architecture, en s'appuyant aussi sur les vestiges découverts. Aujourd'hui il ne reste que quelques pans de murs très peu élevés et réutilisés comme clôtures de jardins, la majeure partie des matériaux a sans doute été réutilisée pour la construction du village actuel.